# Sakamoto Tatsuhiro
Sakamoto Tatsuhiro (sinh ngày 22 tháng 10 năm 1996) là một cầu thủ bóng đá người Nhật Bản thi đấu cho KV Oostende ở giải VĐQG Bỉ.

## Sự nghiệp câu lạc bộ
Sakamoto Tatsuhiro hiện đang chơi cho Montedio Yamagata.

## Đội tuyển bóng đá quốc gia Nhật Bản
Sakamoto Tatsuhiro thi đấu cho đội tuyển bóng đá quốc gia Nhật Bản từ năm 2021.

## Thống kê sự nghiệp
| Đội tuyển bóng đá Nhật Bản | Đội tuyển bóng đá Nhật Bản | Đội tuyển bóng đá Nhật Bản |
| Năm                        | Trận                       | Bàn                        |
| -------------------------- | -------------------------- | -------------------------- |
| 2021                       | 2                          | 0                          |
| Tổng cộng                  | 2                          | 0                          |